# 関谷一彦
関谷 一彦（せきたに かずひこ、1954年 - ）は、日本のフランス文学者、関西学院大学法学部教授。
18世紀のフランス文学を専門とするが、啓蒙思想やエロティシズムなど研究対象は比較的広い。

## 略歴

### 学歴
- 1989年3月 関西大学大学院文学研究科フランス文学修了、文学修士。
- 2000年9月 - 2001年8月 フランス・リヨン第2大学文学・言語・芸術学部でDEAを取得。

### 研究歴
- 1996年4月 関西学院大学法学部教授
- 2001年4月 関西学院大学言語コミュニケーション文化研究科教授

## 主な著書
- 『危機を読む ―モンテーニュからバルトまで―』（白水社、1994年）
- 『女哲学者テレーズ』（人文書院、2010年）
- 『閨房哲学』（人文書院、2014年）
- 『リベルタン文学とフランス革命』（関西学院大学出版会、2019年）